# 横浜アドバンストデジタル
株式会社横浜アドバンストデジタル（よこはまアドバンストデジタル、Yokohama Advanced Digital, Inc.）は、かつて存在したデジタル機器のソフトウェア、ハードウェアの開発を行っていた企業。株式会社日立アドバンストデジタルの100%子会社（日立製作所の100%孫会社）であった。
1975年2月、前身の株式会社イースタン技研設立。2004年7月、株式会社日立アドバンストデジタルによる完全子会社化に伴い商号変更。
主要取引先は株式会社日立アドバンストデジタルで、技術者派遣や製品開発の請負を行う。
2009年4月、株式会社横浜アドバンストデジタルは、日立アドバンストデジタルに吸収合併された。